# کبرا گلف
کبرا گلف (انگلیسی: Cobra Golf) شرکت تجهیزات ورزشی آمریکایی است، که در سال ۱۹۷۳ تأسیس شد و هم‌اکنون زیرمجموعه‌ای از شرکت پوما اس‌ئی می‌باشد.